# مشغرة
مشغرة هي إحدى القرى اللبنانية من قرى قضاء البقاع الغربي في محافظة البقاع. تتربّع مشغرة على السّفح الشّرقي لسلسلةِ جبال لبنان الغربيّة، وتشكّلُ وهدة عظيمة على أقدام جبل نيحا إلى الجنوب من قضاء البقاع الغربي على ارتفاع 1,050م عن سطح البحر. تقع على بعد 82 كلم من بيروت. وتصل مساحة أراضيها إلى 2,325 هكتار. تُعتبر أكبر تجمّع سكّاني في قضائي راشيّا والبقاع الغربيّ إذ يبلغ عدد سكّانها اليوم حوالي 16,000 نسمة.

## التسمية
اسم «مشغرة» من اللغة الفينيقيّة جذر «مشغر» والذي يفيد عن تدفق الماء وسيلانه.
مشغرة: لشغورها بالمياه.

## أثارها
وفي مشغرة آثار قديمة منها مزار النبيّ نون الذي تقول الأسطورة إنه والد النبي يوشع، هرب من جور إسرائيل واختبأ في مشغرة حيث تمّ اغتياله على أيدي متسلّلين من جنود الملك وكذلك مقام النبي مرى وفي البلدة بقايا نواويس وكهوف محفورة في الصخور وآثار فينيقية ورومانية وصليبيية.

## حديثها

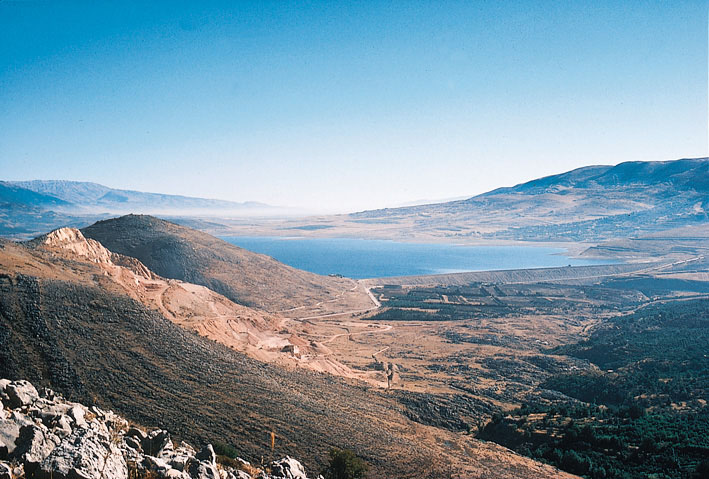
بحيرة في مشغرة

يعرف في مشغرة، وجود مدارس عديدة: مدارس الإمام المهدي ومدارس الراهبات الأفدسين والمدارس الرسمية التابعة للدولة اللبنانية: متوشطة مشغرة الرسمية للبنات، متوسطة مشغرة الرسمية للبنين، ثانوية مشغرة الرسمية، وكذلك معهد مشغرة الفني الرسمي.
ويتواجد في مشغرة حوالي ست مساجد يعرف أبرزها بمسجد الإمام الحسين -الحارة التحتا، مسجد الصهريج، مسجد الإمام الحسن -الحارة الفوقا ومسجد النبع وغيرها والذي يجاورهم كنيسة السيدة في مشغرة.
وكذلك يعرف في مشغرة تواجد كشافة الإمام المهدي والصليب الأحمر الدولي ومركز البريد التابع لوزارة الاتصالات ومركز تابع لشركة كهرباء لبنان وكذلك تواجد للعديد من الشسركات الإقتصادية كبنك الإعتماد اللبناني ومؤسسة القرض الحسن (الطريق العام) ومخابز مشغرة وكذلك العديد من المحلات التجارية كمجوهرات النور في مشغرة (الطريق العام) ومكتبة مشغرة الحديثة (الطريق العام) وكذلك مؤسسة حسن التجارية (منطقة النبي نون) ومؤسسة حسن وحسين سرحال التجارية (حي البيادر) ومؤسسة السيد للمواد الغذائية (حي البيادر) ويعرف تواجد مخابز رزق للحلويات (الطريق العام)وغيرها من المؤسسات التجارية الضخمة.

## أعلام د. هيثم مزاحم باحث وأستاذ جامعي له ستة كتب وشارك في ١٦ كتابا بالعربية والإنجليزية. مؤسس ومدير مركز الدراسات الآسيوية والصينية في لبنان
- محمد بن الحسن الحر العاملي
- زكي ناصيف
- فؤاد رزق

## وصلات خارجية
مشغرة في التاريخ - الشيخ حسين الخشنويوجد. صيدلية مشغرة الطريق العام ومتحف زكي ناصيف ومطعم جدودنا وماكولات أبو خطار